# Melodía FM
Melodía FM (anteriormente Onda Melodía) es una cadena de radio española musical de género adulto-contemporáneo perteneciente al grupo Atresmedia, dedicada a los éxitos musicales de los años 80, 90 y 00 tanto nacionales como internacionales.
Su estilo de Pop, Rock y oldies, hacen que su mayor competidora sea Kiss fm.

## Historia
Onda Melodía comenzó sus emisiones en 1985 en Córdoba desde una de las emisoras de la entonces existente Cadena Rato a través de la frecuencia 91.4 FM. Lo hizo bajo el nombre de Radio Melodía. Más tarde, para la creación de Onda Cero, se compraron las emisoras de la Cadena Rato incluida Radio Melodía que pasó a denominarse Onda Cero Melodía Córdoba.
En 1995, Onda Cero expandió esta programación a casi 20 emisoras de todo el país y pasó a denominarla Onda Melodía. La programación pasó de hacerse en Córdoba a hacerse en Madrid, si bien seguían existiendo ventanas de programación local en algunas de las emisoras. En esa nueva etapa pasaron locutores como Patrick D. Frutos, Alberto Gómez, José Antonio Cruz, Conso García, Mayte Aira, David López Castillero, Pepa Gea, Susana León, Juan Minaya, Miguel Ángel Paniagua o Jesús García Roa. En 1997, Onda Melodía ganó el premio Ondas a la mejor programación musical.
Dos años más tarde, en 1999, Onda Melodía pasó a emitir por más de 50 emisoras por todo el país. Las nuevas frecuencias de la cadena eran de Blas Herrero, quien, a su vez, se convirtió en el propietario de la cadena, implantando el formato de hilo musical sin locutores y prácticamente sin publicidad. Este formato desapareció a mediados de 2000, y con él toda la cadena, que pasó a denominarse "la futura emisora musical de Onda Cero", y después Kiss FM.
En 2005, Onda Cero rescató este formato para varias emisoras en grandes capitales de España. Se decidió que la nueva Onda Melodía tenía que emitir una programación basada en baladas únicamente del recuerdo. Durante aquella época no se contó con ningún locutor y se rescató la imagen sonora que la emisora tenía al final de sus emisiones en el 2000. Sin embargo, seguían existiendo ventanas para la programación local, que en muchas ciudades fueron usadas para retransmitir eventos deportivos o culturales como "la tercera radio de Onda Cero".
Ya en noviembre de 2007, muchas de las frecuencias con las que contaba Onda Melodía comenzaron a emitir Radio Marca, fruto del acuerdo entre la entonces Uniprex (actualmente denominada Atresmedia Radio) y Unidad Editorial.
A finales de diciembre del 2009, Onda Melodía comenzó a emitir por TDT. Es entonces, en 2010 cuando se decide darle un lavado de cara a la imagen sonora de la emisora, con un incremento en la variedad musical. Dos años después, Onda Cero decide reconvertir una de las páginas web que tenía en ondamelodia.es, dotándole a esta emisora de un nuevo escaparate en el que apoyarse.
Finalmente, el 6 de marzo de 2013 el Grupo Antena 3 pasó a denominarse Atresmedia y se comienza a hablar de un cambio de denominación en Onda Melodía que no se haría efectivo hasta el 13 de enero de 2014. Antes de este cambio, en septiembre de 2013, se hizo pública la intención por parte del grupo Planeta (propietario del actual Atresmedia) de convertir la aún denominada Onda Melodía en laSexta Radio.
La abanderada de esta nueva etapa de Melodía FM fue Nuria Roca, quien acompañada de su marido Juan del Val, presentó el morning show Lo mejor que te puede pasar. El programa tuvo amplia repercusión y pronto se inició una campaña publicitaria en todos los soportes de Atresmedia. Un año más tarde, a partir de diciembre de 2015, José Luis Salas presentó un programa llamado "Ya está bien por hoy", que se emitía de 20:00 a 21:00 de lunes a viernes y que fue retirado al acabar esa temporada en julio. En julio de 2017 terminó el programa Lo mejor que te puede pasar, lo que representaba un vacío en la parrilla de Melodía, sobre la que se rumoreaba que iba a emitir 24 horas de fórmula como en su anterior etapa. Sin embargo, en septiembre de 2017 la emisora anunció por sorpresa el programa Despiértame Juanma, presentado por Juanma Ortega, considerado como el primer presentador de morning show español. Posteriormente, ya en septiembre de 2018, Juan Luis Cano se mudó de M80 Radio, donde había presentado diversos matinales a Melodía FM para presentar un programa los fines de semana. El nombre del programa no estaba definido y se ideó un concurso para que los propios oyentes de la emisora decidieran el nombre. No obstante, Juan Luis Cano decidió el nombre obviando esta encuesta, ya que según él "ya se había hecho merchandising con otro nombre". Finalmente, el programa se llamó Las piernas no son del cuerpo y continúa emitiéndose desde 2018 hasta 2020. De partir de junio de 2020 la radio se queda sin locutores, pasando a ser una radio de música sin locutores, pasando de canción a canción sin interrupciones. De lunes a viernes se emite Parece mentira de 7:00 a 10:00 con Jota Abril.

## Programación
| Hora        | Lunes                                                    | Martes                                                   | Miércoles                                                | Jueves                                                   | Viernes                                                  | Sábado                                                   | Domingo                                                  |
| ----------- | -------------------------------------------------------- | -------------------------------------------------------- | -------------------------------------------------------- | -------------------------------------------------------- | -------------------------------------------------------- | -------------------------------------------------------- | -------------------------------------------------------- |
| 00:00 01:00 | Fórmula Melodía FM (Con Agustín García y Fernando Megía) | Fórmula Melodía FM (Con Agustín García y Fernando Megía) | Fórmula Melodía FM (Con Agustín García y Fernando Megía) | Fórmula Melodía FM (Con Agustín García y Fernando Megía) | Fórmula Melodía FM (Con Agustín García y Fernando Megía) | Fórmula Melodía FM (Con Agustín García y Fernando Megía) | Fórmula Melodía FM (Con Agustín García y Fernando Megía) |
| 01:00 02:00 | Fórmula Melodía FM (Con Agustín García y Fernando Megía) | Fórmula Melodía FM (Con Agustín García y Fernando Megía) | Fórmula Melodía FM (Con Agustín García y Fernando Megía) | Fórmula Melodía FM (Con Agustín García y Fernando Megía) | Fórmula Melodía FM (Con Agustín García y Fernando Megía) | Fórmula Melodía FM (Con Agustín García y Fernando Megía) | Fórmula Melodía FM (Con Agustín García y Fernando Megía) |
| 02:00 03:00 | Fórmula Melodía FM (Con Agustín García y Fernando Megía) | Fórmula Melodía FM (Con Agustín García y Fernando Megía) | Fórmula Melodía FM (Con Agustín García y Fernando Megía) | Fórmula Melodía FM (Con Agustín García y Fernando Megía) | Fórmula Melodía FM (Con Agustín García y Fernando Megía) | Fórmula Melodía FM (Con Agustín García y Fernando Megía) | Fórmula Melodía FM (Con Agustín García y Fernando Megía) |
| 03:00 04:00 | Fórmula Melodía FM (Con Agustín García y Fernando Megía) | Fórmula Melodía FM (Con Agustín García y Fernando Megía) | Fórmula Melodía FM (Con Agustín García y Fernando Megía) | Fórmula Melodía FM (Con Agustín García y Fernando Megía) | Fórmula Melodía FM (Con Agustín García y Fernando Megía) | Fórmula Melodía FM (Con Agustín García y Fernando Megía) | Fórmula Melodía FM (Con Agustín García y Fernando Megía) |
| 04:00 05:00 | Fórmula Melodía FM (Con Agustín García y Fernando Megía) | Fórmula Melodía FM (Con Agustín García y Fernando Megía) | Fórmula Melodía FM (Con Agustín García y Fernando Megía) | Fórmula Melodía FM (Con Agustín García y Fernando Megía) | Fórmula Melodía FM (Con Agustín García y Fernando Megía) | Fórmula Melodía FM (Con Agustín García y Fernando Megía) | Fórmula Melodía FM (Con Agustín García y Fernando Megía) |
| 05:00 06:00 | Fórmula Melodía FM (Con Agustín García y Fernando Megía) | Fórmula Melodía FM (Con Agustín García y Fernando Megía) | Fórmula Melodía FM (Con Agustín García y Fernando Megía) | Fórmula Melodía FM (Con Agustín García y Fernando Megía) | Fórmula Melodía FM (Con Agustín García y Fernando Megía) | Fórmula Melodía FM (Con Agustín García y Fernando Megía) | Fórmula Melodía FM (Con Agustín García y Fernando Megía) |
| 06:00 07:00 | Fórmula Melodía FM (Con Agustín García y Fernando Megía) | Fórmula Melodía FM (Con Agustín García y Fernando Megía) | Fórmula Melodía FM (Con Agustín García y Fernando Megía) | Fórmula Melodía FM (Con Agustín García y Fernando Megía) | Fórmula Melodía FM (Con Agustín García y Fernando Megía) | Fórmula Melodía FM (Con Agustín García y Fernando Megía) | Fórmula Melodía FM (Con Agustín García y Fernando Megía) |
| 07:00 08:00 | Parece Mentira (Con Jota Abril)                          | Parece Mentira (Con Jota Abril)                          | Parece Mentira (Con Jota Abril)                          | Parece Mentira (Con Jota Abril)                          | Parece Mentira (Con Jota Abril)                          | Fórmula Melodía FM (Con Agustín García y Fernando Megía) | Fórmula Melodía FM (Con Agustín García y Fernando Megía) |
| 08:00 09:00 | Parece Mentira (Con Jota Abril)                          | Parece Mentira (Con Jota Abril)                          | Parece Mentira (Con Jota Abril)                          | Parece Mentira (Con Jota Abril)                          | Parece Mentira (Con Jota Abril)                          | Fórmula Melodía FM (Con Agustín García y Fernando Megía) | Fórmula Melodía FM (Con Agustín García y Fernando Megía) |
| 09:00 10:00 | Parece Mentira (Con Jota Abril)                          | Parece Mentira (Con Jota Abril)                          | Parece Mentira (Con Jota Abril)                          | Parece Mentira (Con Jota Abril)                          | Parece Mentira (Con Jota Abril)                          | Fórmula Melodía FM (Con Agustín García y Fernando Megía) | Fórmula Melodía FM (Con Agustín García y Fernando Megía) |
| 10:00 11:00 | Fórmula Melodía FM (Con Agustín García y Fernando Megía) | Fórmula Melodía FM (Con Agustín García y Fernando Megía) | Fórmula Melodía FM (Con Agustín García y Fernando Megía) | Fórmula Melodía FM (Con Agustín García y Fernando Megía) | Fórmula Melodía FM (Con Agustín García y Fernando Megía) | Fórmula Melodía FM (Con Agustín García y Fernando Megía) | Fórmula Melodía FM (Con Agustín García y Fernando Megía) |
| 11:00 12:00 | Fórmula Melodía FM (Con Agustín García y Fernando Megía) | Fórmula Melodía FM (Con Agustín García y Fernando Megía) | Fórmula Melodía FM (Con Agustín García y Fernando Megía) | Fórmula Melodía FM (Con Agustín García y Fernando Megía) | Fórmula Melodía FM (Con Agustín García y Fernando Megía) | Fórmula Melodía FM (Con Agustín García y Fernando Megía) | Fórmula Melodía FM (Con Agustín García y Fernando Megía) |
| 12:00 13:00 | Fórmula Melodía FM (Con Agustín García y Fernando Megía) | Fórmula Melodía FM (Con Agustín García y Fernando Megía) | Fórmula Melodía FM (Con Agustín García y Fernando Megía) | Fórmula Melodía FM (Con Agustín García y Fernando Megía) | Fórmula Melodía FM (Con Agustín García y Fernando Megía) | Fórmula Melodía FM (Con Agustín García y Fernando Megía) | Fórmula Melodía FM (Con Agustín García y Fernando Megía) |
| 13:00 14:00 | Fórmula Melodía FM (Con Agustín García y Fernando Megía) | Fórmula Melodía FM (Con Agustín García y Fernando Megía) | Fórmula Melodía FM (Con Agustín García y Fernando Megía) | Fórmula Melodía FM (Con Agustín García y Fernando Megía) | Fórmula Melodía FM (Con Agustín García y Fernando Megía) | Fórmula Melodía FM (Con Agustín García y Fernando Megía) | Fórmula Melodía FM (Con Agustín García y Fernando Megía) |
| 14:00 14:30 | Fórmula Melodía FM (Con Agustín García y Fernando Megía) | Fórmula Melodía FM (Con Agustín García y Fernando Megía) | Fórmula Melodía FM (Con Agustín García y Fernando Megía) | Fórmula Melodía FM (Con Agustín García y Fernando Megía) | Fórmula Melodía FM (Con Agustín García y Fernando Megía) | Fórmula Melodía FM (Con Agustín García y Fernando Megía) | Fórmula Melodía FM (Con Agustín García y Fernando Megía) |
| 14:30 15:00 | Fórmula Melodía FM (Con Agustín García y Fernando Megía) | Fórmula Melodía FM (Con Agustín García y Fernando Megía) | Fórmula Melodía FM (Con Agustín García y Fernando Megía) | Fórmula Melodía FM (Con Agustín García y Fernando Megía) | Fórmula Melodía FM (Con Agustín García y Fernando Megía) | Fórmula Melodía FM (Con Agustín García y Fernando Megía) | Como el perro y el gato (Con Carlos Rodríguez)           |
| 15:00 16:00 | Fórmula Melodía FM (Con Agustín García y Fernando Megía) | Fórmula Melodía FM (Con Agustín García y Fernando Megía) | Fórmula Melodía FM (Con Agustín García y Fernando Megía) | Fórmula Melodía FM (Con Agustín García y Fernando Megía) | Fórmula Melodía FM (Con Agustín García y Fernando Megía) | Como el perro y el gato (Con Carlos Rodríguez)           | Como el perro y el gato (Con Carlos Rodríguez)           |
| 16:00 17:00 | Fórmula Melodía FM (Con Agustín García y Fernando Megía) | Fórmula Melodía FM (Con Agustín García y Fernando Megía) | Fórmula Melodía FM (Con Agustín García y Fernando Megía) | Fórmula Melodía FM (Con Agustín García y Fernando Megía) | Fórmula Melodía FM (Con Agustín García y Fernando Megía) | Como el perro y el gato (Con Carlos Rodríguez)           | Como el perro y el gato (Con Carlos Rodríguez)           |
| 17:00 18:00 | Fórmula Melodía FM (Con Agustín García y Fernando Megía) | Fórmula Melodía FM (Con Agustín García y Fernando Megía) | Fórmula Melodía FM (Con Agustín García y Fernando Megía) | Fórmula Melodía FM (Con Agustín García y Fernando Megía) | Fórmula Melodía FM (Con Agustín García y Fernando Megía) | Fórmula Melodía FM (Con Agustín García y Fernando Megía) | Fórmula Melodía FM (Con Agustín García y Fernando Megía) |
| 18:00 19:00 | Fórmula Melodía FM (Con Agustín García y Fernando Megía) | Fórmula Melodía FM (Con Agustín García y Fernando Megía) | Fórmula Melodía FM (Con Agustín García y Fernando Megía) | Fórmula Melodía FM (Con Agustín García y Fernando Megía) | Fórmula Melodía FM (Con Agustín García y Fernando Megía) | Fórmula Melodía FM (Con Agustín García y Fernando Megía) | Fórmula Melodía FM (Con Agustín García y Fernando Megía) |
| 19:00 20:00 | Fórmula Melodía FM (Con Agustín García y Fernando Megía) | Fórmula Melodía FM (Con Agustín García y Fernando Megía) | Fórmula Melodía FM (Con Agustín García y Fernando Megía) | Fórmula Melodía FM (Con Agustín García y Fernando Megía) | Fórmula Melodía FM (Con Agustín García y Fernando Megía) | Fórmula Melodía FM (Con Agustín García y Fernando Megía) | Fórmula Melodía FM (Con Agustín García y Fernando Megía) |
| 20:00 21:00 | Fórmula Melodía FM (Con Agustín García y Fernando Megía) | Fórmula Melodía FM (Con Agustín García y Fernando Megía) | Fórmula Melodía FM (Con Agustín García y Fernando Megía) | Fórmula Melodía FM (Con Agustín García y Fernando Megía) | Fórmula Melodía FM (Con Agustín García y Fernando Megía) | Fórmula Melodía FM (Con Agustín García y Fernando Megía) | Fórmula Melodía FM (Con Agustín García y Fernando Megía) |
| 21:00 22:00 | Fórmula Melodía FM (Con Agustín García y Fernando Megía) | Fórmula Melodía FM (Con Agustín García y Fernando Megía) | Fórmula Melodía FM (Con Agustín García y Fernando Megía) | Fórmula Melodía FM (Con Agustín García y Fernando Megía) | Fórmula Melodía FM (Con Agustín García y Fernando Megía) | Fórmula Melodía FM (Con Agustín García y Fernando Megía) | Fórmula Melodía FM (Con Agustín García y Fernando Megía) |
| 22:00 23:00 | Fórmula Melodía FM (Con Agustín García y Fernando Megía) | Fórmula Melodía FM (Con Agustín García y Fernando Megía) | Fórmula Melodía FM (Con Agustín García y Fernando Megía) | Fórmula Melodía FM (Con Agustín García y Fernando Megía) | Fórmula Melodía FM (Con Agustín García y Fernando Megía) | Fórmula Melodía FM (Con Agustín García y Fernando Megía) | Fórmula Melodía FM (Con Agustín García y Fernando Megía) |
| 23:00 00:00 | Fórmula Melodía FM (Con Agustín García y Fernando Megía) | Fórmula Melodía FM (Con Agustín García y Fernando Megía) | Fórmula Melodía FM (Con Agustín García y Fernando Megía) | Fórmula Melodía FM (Con Agustín García y Fernando Megía) | Fórmula Melodía FM (Con Agustín García y Fernando Megía) | Fórmula Melodía FM (Con Agustín García y Fernando Megía) | Fórmula Melodía FM (Con Agustín García y Fernando Megía) |

## Frecuencias
Melodía FM puede ser escuchada a nivel nacional a través de la TDT MPE-4. También dispone de emisión mediante livestreaming desde la página web.
A través de la FM se puede sintonizar en las siguientes ciudades, mediante estas frecuencias:

### FM

#### Andalucía
- Granada: 90.7 FM
- Sevilla: 106.5 FM

#### Canarias
- Santa Cruz de Tenerife: 103.3 FM

#### Castilla y León
- Salamanca: 101.3 FM
- Valladolid: 101.5 FM

#### Cataluña
- Barcelona: 88.7 FM
- Gerona: 90.4 FM
- Lérida: 99.7 FM

#### Comunidad de Madrid
- Madrid: 98.4 FM

#### Comunidad Valenciana
- Valencia: 89.0 FM

#### Extremadura
- Cáceres: 103.4 FM

#### Islas Baleares
- Ibiza: 91.7 FM
- Mallorca: 101.0 FM

#### La Rioja
- Calahorra: 90.7 FM

#### Navarra
- Tudela: 99.4 FM

### TDT
- Red de cobertura estatal: MPE4

## Audiencia
Melodía FM cuenta con una audiencia diaria de 150.000 oyentes según la segunda ola de 2025 publicada por el EGM.